# Sengés
Sengés is een gemeente in de Braziliaanse deelstaat Paraná. De gemeente telt 20.445 inwoners (schatting 2009).

## Aangrenzende gemeenten
De gemeente grenst aan Doutor Ulysses, Jaguariaíva, São José da Boa Vista, Bom Sucesso de Itararé (SP) en Itararé (SP).